# 우라와의 우사기짱
우라와의 우사기짱(浦和の調ちゃん)은 일본의 사이타마시 우라와 구를 홍보하기 위해 만들어진 애니메이션이다 생산 A-Real 과 쿠킹마마제한된. 2015년 4월 9일부터 방영이 시작되었다. 1화 5분 분량이다.

## 줄거리
이 작품은 사이타마 현 사이타마 시 우라와 구를 배경으로 하는 작품으로, 지역의 철도역을 여자아이로 의인화했다.